# Giovanni Lanza
Giovanni Lanza (Casale, 15 de Fevereiro de 1810 – Roma, 9 de Março de 1882) foi um político italiano. Ocupou o cargo de primeiro-ministro da Itália entre 14 de Dezembro de 1869 até 10 de Julho de 1873.